# Freddie Pitcher
Frederick William "Freddie" Pitcher (Nauru, 2 de fevereiro de 1967) é um político nauruano e antigo Presidente de Nauru que substituiu o ex-presidente Marcus Stephen após alegações de corrupção.